# Whartonova sluz
Whartonova sluz (lat. substantia gelatinea funiculi umbilicalis), želatinasta tvar unutar pupčane vrpce, također prisutna i u staklastom tijelu očne jabučice, uglavnom se sastoji od mukopolisaharida (hijaluronska kiselina i hondroitin sulfat). Također sadrži fibroblaste i makrofage. Nastaje iz izvanembrionalnog mezoderma.

## Okluzija pupčane vrpce
Kao sluzavo tkivo štiti pupčane žile i regulira protok krvi. Pupčane žile s nedostatkom Whartonove sluzi sklone su stezanju, a kada sluzi nema nikako, plod je osuđen na smrt. Whartonova sluz vrlo je elastična tako da može tolerirati treperenje, savijanje i istezanje aktivnog ploda. Kada je izložena promjeni temperature, spaja venske strukture s pupčanom vrpcom 5-20 minuta nakon porođaja.
Vjeruje se da kod muške djece ima puno više Whartonove sluzi nego kod ženske te da kvalitetna prehrana povećava njezinu količinu. Količina sluzi smanjuje se što trudnoća dalje odmiče, čak može i potpuno nestati ako trudnoća prijeđe 40. tjedan. U tim slučajevima česte su promjene frekvencije srca.

## Matične stanice
Stanice Whartonove sluzi eksprimiraju nekoliko gena matičnih stanica uključujući telomerazu. Mogu se izdvojiti i izazvati diferencijaciju u zrele tipove stanica kao što su neuroni. Whartonova je sluz stoga potencijalni izvor odraslih matičnih stanica (poznata je metoda prikupljanja krvi iz pupkovine).

## Etimologija
Naziv je dobila po engleskom liječniku i anatomu Thomasu Whartonu (1614. – 1673.) koji ju je prvi opisao u djelu Adenographia: sive glandularum totius corporis descriptio (lat.: Adenografija: ili opis žlijezda čitava tijela), prvi put objavljenu 1656.

## Vanjske poveznice
- The Pregnancy Institute  Arhivirana inačica izvorne stranice od 26. ožujka 2014. (Wayback Machine)